# جون بي. بيغز
جون بي. بيغز (بالإنجليزية: John B. Biggs)‏ (1934، هوبارت في أستراليا)؛ عالم نفس وروائي أسترالي. درس في جامعة لندن.